# Vella mairei
Vella mairei är en korsblommig växtart som beskrevs av Jean-Henri Humbert. Vella mairei ingår i släktet Vella och familjen korsblommiga växter. Inga underarter finns listade i Catalogue of Life.